# Grethe Meyer
Grethe Henriette Kjældgaard Meyer (* 8. April 1918 in Svendborg; † 25. Juni 2008) war eine dänische Architektin und Designerin. Mit ihren Möbelentwürfen sowie Glas-, Porzellan- und Besteckserien in einer einfachen und strengen Formensprache prägte sie das dänische Industriedesign. Ihre Produkte waren das Ergebnis jahrelanger, beharrlicher Entwicklung zur Steigerung der Funktionalität, Ästhetik und Dauerhaftigkeit.

## Leben
Sie war die Tochter eines Lithografen und einer Pianistin. Nach ihrer Hochschulreife im Jahr 1940 begann sie ein Architekturstudium an der Königlich Dänischen Kunstakademie in Kopenhagen. Dies schloss sie 1947 als einzige Frau in der Klasse ab. Während ihres Studiums arbeitete sie in verschiedenen Designbüros. Sie war außerdem Mitglied der Studentenvertretung und der Redaktion der progressiven A5, einer Architekturzeitschrift. In den Jahren 1944 bis 1955 arbeitete sie in der Redaktion von Byggebogen (The Building Book), einem Planungshandbuch, das noch bis 1970 in der Lehre eingesetzt wurde. 1949 wurde die Tochter Dorte (auch Dorthe) Salicath geboren, die sie bewusst allein erzog. Sie forschte zwischen 1955 und 1960 am Statens Byggeforskningsinstitut (Regierungsinstitut für Forschung im Baubereich in Kopenhagen, gegründet 1947). Im Jahr 1960 machte sie sich als Designerin selbständig. Von 1964 bis 1965 war sie Vorstandsmitglied der Architektenvereinigung der Königlich Dänischen Akademie und in den Jahren von 1977 bis 2002 des Dansk Designråd (Dänischer Designrat).

## Werk
Nach einem Wettbewerb im Jahr 1954 entwickelte Grethe Meyer in Zusammenarbeit mit dem Möbeldesigner Børge Mogensen die Serie Faste skabe, ein Schrankwandsystem als Raumteiler. Von der Søborg Møbelfabrik wurden auf der Jubiläumsausstellung der Tischlerinnung Prototypen vorgestellt. Das System erhielt seine endgültige Form und den Namen Boligens Byggeskabe 1959 erst nach mehrjähriger, sorgfältiger Analyse der Platzverhältnisse in Wohnungen sowie der Entwicklungsarbeit mit dem Hersteller C. M. Madsen und dem Möbelhändler Curt Danel. Mit der Architektin und Designerin Ibi Trier Mørch führte ein gemeinsamer Wettbewerbserfolg im Jahr 1958 zu den stapelbaren und platzsparenden Trinkglasserien Stub & Stamme für Kastrup Glasværk. Später übernahm Holmegaard Glasværk die Produktion.
Das Geschirr Blåkant (1965), produziert von der Königlichen Porzellanmanufaktur Kopenhagen (heute Royal Copenhagen), entstand aus der Abwägung von ästhetischer Gestaltung, Möglichkeiten der industriellen Herstellung sowie funktionellen Aspekten wie Handlichkeit, Unempfindlichkeit und vielfältige Verwendbarkeit. Es sollte einfach zu spülen sein. Es sollte aber im Gebrauch zunehmend mehr gefallen, es durfte deshalb nicht modisch sein. Als relativ preiswertes Steingutgeschirr war es ein großer Verkaufserfolg.
Für Hotels, Gaststätten und private Haushalte wird das Prozellanservice Hvidpot (1972) eingesetzt. Durch die Mehrfachfunktion der schlichten Teile können sie auf verschiedene Weise miteinander kombiniert werden. Sie sind raumsparend stapelbar. Sehr große Temperaturschwankungen hält das Geschirr Ildpot (1976, feuerfeste Keramik) aus. Es umfasst feuerfeste, nicht glasierte Töpfe und Formen, die mit den Speisen direkt aus dem Gefrierfach in den heißen Ofen gesetzt werden können. Auch hier haben die Einzelteile Mehrfachfunktionen. Für den Ildpot wurde Meyer 1976 mit dem dänischen Industriedesignpreis ausgezeichnet. Die Vasen Ocean (1989) gibt es in mehreren Varianten: Unterschiedliche Höhen, Grundrissformen und Glasuren. Die Form wurde aus einer Welle entwickelt. Alle vorgenannten Serien wurden von der Königlichen Porzellanmanufaktur Kopenhagen produziert. In Kooperation mit der Weberin Randi Studsgarth entwarf Grethe Meyer eine Serie von Tischdecken und Servietten aus Baumwolle. Im Jahr 1991 entwarf sie für Georg Jensen das Besteckset Copenhagen. Für das Louisiana Museum of Modern Art entwickelte sie 1993 den stapelbaren Kerzenständer Louise. 1998 entwarf sie für Royal Copenhagen das Trinkglas Line und das Service 4 all seasons.
Nach dem Tod von Grethe Meyer im Jahr 2008 erbte ihre Tochter Dorte Salicath die Rechte am Design. Sie gründete Grethe Meyer Design. Da Dorte Salicath 2016 verstarb, gingen die Rechte an ihre Nichte Isabel Bernadette Brammer über. Die Werke von Grethe Meyer wurden in das Designmuseum Danmark in Kopenhagen aufgenommen. Der Film Grethe Meyer – The Queen of Danish Design (61 Min.) von Isabel Bernadette Brammer erschien 2022.

## Auszeichnungen
- 1965 ID-Preis des Dansk Designråd (neu Designrådet) für Blåkant[5]
- 1965 Kay Bojesen Gedenkpreis[7]
- 1965 Silbermedaille auf der internationalen Keramikausstellung in Vicenza[7]
- 1973 Nordiske Kunsthåndværker- og Designerpris (Preis für nordisches Handwerk und Design)[6][5]
- 1973 Jablonec Medaille, Tschechoslowakei[7]
- 1973 Diploma della Ceramica d’Arte contemporani, Italien[7]
- 1976 ID-Preis für Ildpot[5]
- 1980 Diplom der Dänischen Gastronomie Akademie für Ildpot[7]
- 1980 Verleihung einer lebenslangen Zuwendung durch die Dänische Kunststiftung[7]
- 1983 Thorvald Bindesbøll Medaille[5]
- 1997 Dansk Designråds Årspris (Jahrespreis des dänischen Designrats)[6]
- 2002 C.F. Hansen Medaille[6]